# Hawiarska Koliba (klub turystyczny)
Hawiarska Koliba (pełna nazwa: Studencki Klub Organizatorów i Sympatyków Turystyki „Hawiarska Koliba”) – studencki klub turystyczny skupiający miłośników turystyki górskiej, działający przy Akademii Górniczo-Hutniczej w Krakowie, założony jesienią 1965 roku. Klub jest znany ze swojego rozpoznawalnego hymnu, od którego przejęła nazwę również chatka studencka „Hawiarska Koliba” w Gorcach (schronisko zmieniło potem nazwę „Gorczańska Chata”).

## Historia
Klub został założony w 1965 roku, w czasach kiedy turystyka studencka rozwijała się w ramach organizacji takich jak Zrzeszenie Studentów Polskich i Polskie Towarzystwo Turystyczno-Krajoznawcze. „Hawiarska Koliba” przetrwała różne okresy polityczne, w tym stan wojenny, zachowując ciągłość działalności i rozwijając tradycje klubowe. W latach 1987–1999 klub zarządzał chatą, która ówcześnie znana była jako „Hawiarska Koliba”, a następnie zmieniła nazwę na „Gorczańska Chata”.

## Działalność
Głównym celem klubu jest organizacja wyjazdów turystycznych, zarówno weekendowych, jak i wakacyjnych. Wyjazdy te mają na celu integrację członków oraz promowanie turystyki górskiej. Klub słynie z organizowania imprez przy ognisku i śpiewie przy dźwięku gitary.

## Tradycje i kultura
Hawiarska Koliba posiada własny hymn, napisany przez Wiesława Witka, który stał się jednym z symboli klubu.
Od początków istnienia klubu był powiązany bardzo mocno z muzyką. Członkowie klubu zostali nagrodzeni w konkursie zespołów na pierwszej edycji festiwalu Yapa, w 1974 roku. Hymn Hawiarskiej Koliby jest znany również w szerszym gronie jako piosenka turystyczna.
W 2015 roku klub obchodził swoje 50-lecie istnienia.

## Wymagania członkowskie
Klub posiada system przyjmowania nowych członków, którzy muszą uczestniczyć w trzech rajdach, oraz odśpiewać hymn, aby uzyskać status członka klubu. Dalsze zaangażowanie w działalność klubu i promowanie turystyki umożliwia członkom uzyskanie statusu pełnoprawnego członka oraz otrzymanie klubowej „blachy”, co jest tradycją potwierdzającą ich przynależność.